# Angelina Kanana
Angelina Kanana (16 december 1965) is een voormalige Keniaanse langeafstandsloopster, die in de jaren negentig van de 20e eeuw succesvol was. Zij nam eenmaal deel aan de Olympische Spelen en kwam hierbij uit op de marathon.

## Loopbaan
Kanana won in 1993 de Route du Vin en in 1994 de marathon van Hamburg. Een jaar later won ze deze wedstrijd opnieuw in haar persoonlijk recordtijd van 2:27.24. In hetzelfde jaar werd ze tweede op de marathon van Berlijn achter de Duitse Uta Pippig.
Op 21 september 1996 won Kanana de Greifenseelauf in 1:10.59. In 1996 en 1997 won ze de Trosloop. In 1997 was ze ook de sterkste op de eerste marathon van Keulen. Men herinnert haar niet alleen vanwege haar parcoursrecord van 2:27.27, maar ook door het commentaar op haar gewonnen Ford Mondeo: "Wat moet ik met een auto? Geef me liever een tractor."
Haar laatste succes behaalde Angelina Kanana in 1998, toen ze de marathon van Frankfurt won in een tijd van 2:31.38.

## Persoonlijke records
Baan
| Onderdeel | Prestatie | Datum       | Plaats     |
| --------- | --------- | ----------- | ---------- |
| 5000 m    | 15.50,01  | 1 juni 1994 | Bratislava |

Weg
| Onderdeel      | Prestatie | Datum             | Plaats       |
| -------------- | --------- | ----------------- | ------------ |
| halve marathon | 1:11.09   | 27 september 1998 | Grevenmacher |
| marathon       | 2:27.24   | 30 april 1995     | Hamburg      |

## Palmares

### 5000 m
- 1996:  Kerkrade Classic - 15.40,90

### 10.000 m
- 1992:  Keniaanse kamp. in Nairobi - 35.28,8
- 1993:  Keniaanse kamp. in Nairobi - 34.00,0

### 5 km
- 1993: 5e Darmstadt - 15.48
- 1994:  Darmstadter Nike Frauenlauf - 15.53
- 1997: 5e Darmstadter Nike Frauenlauf - 16.13
- 1997: 5e Bit Silvesterlauf Trier - 16.21

### 10 km
- 1994:  Schwäbisch Haller Dreikönigslauf - 35.03
- 1994:  Paderborner Osterlauf - 33.22
- 1995:  Schwäbisch Haller Dreikönigslauf - 35.49
- 1995:  Ratingen Stadtlauf - 33.52
- 1995:  Paderborner Osterlauf - 32.11
- 1996:  Praag - 32.54
- 1999:  Würzburger Residenzlauf - 33.28

### 15 km
- 1994:  Puy-en-Velay - 52.36
- 1994: 4e La Courneuve - 49.40
- 1997:  Internationaux du Conseil General La Courneuve - 50.01
- 1999: 4e Kerzerslauf - 52.59,7
- 2001:  Chepkoilel Campus in Eldoret - 59.41

### 10 Eng. mijl
- 1996:  Grand Prix von Bern - 54.39,4
- 1998:  Schortenser Jever Funlauf - 54.55
- 2000: 5e Rosny-sous-Bois - 58.11

### halve marathon
- 1993:  Route du Vin - 1:10.00
- 1994:  City-Pier-City Loop - 1:11.34
- 1994:  halve marathon van Berlijn - 1:11.05
- 1994:  Route du Vin - 1:11.30
- 1995:  City-Pier-City Loop - 1:11.08
- 1995:  halve marathon van Berlijn - 1:11.46
- 1995:  halve marathon van Altötting - 1:12.58
- 1996:  halve marathon van Marrakech - 1:10.42
- 1996: 4e halve marathon van Berlijn - 1:14.17
- 1996:  halve marathon van Paderborn - 1:10.38
- 1996:  halve marathon van Uster - 1:10.59
- 1996:  Zilveren Kruis Achmea Loop - 1:11.33
- 1997:  halve marathon van Frankfurt - 1:14.56
- 1997:  City-Pier-City Loop - 1:11.44
- 1997: 5e halve marathon van Paderborn - 1:12.35
- 1997:  Zilveren Kruis Achmea Loop - 1:12.15
- 1998: 5e halve marathon van Frankfurt - 1:15.06
- 1998: 4e halve marathon van Parijs - 1:13.19
- 1998:  halve marathon van Paderborn - 1:13.04
- 1998:  halve marathon van Altötting - 1:13.03
- 1998: 5e Route du Vin - 1:11.09
- 1999: 6e City-Pier-City Loop - 1:11.40
- 1999: 5e halve marathon van Frankfurt - 1:15.25
- 1999:  halve marathon van Paderborn - 1:13.52
- 1999: 4e halve marathon van Altötting - 1:14.55
- 1999:  halve marathon van Künzelsau - 1:15.56

### 25 km
- 1995:  Jumbo Par de Acucar in Lissabon - 1:25.31
- 1997:  25 km van Berlijn - 1:26.53
- 1998:  25 km van Berlijn - 1:27.02
- 1999: 4e 25 km van Berlijn - 1:29.08

### marathon
- 1994:  marathon van Hamburg - 2:29.59
- 1994: 6e marathon van Victoria - 2:35.02
- 1995:  marathon van Hamburg - 2:27.24
- 1995:  marathon van Berlijn - 2:27.41
- 1996: 18e marathon van Osaka - 2:36.10
- 1996: 4e marathon van Londen - 2:30.25
- 1996: 15e OS - 2:34.19
- 1997: 11e marathon van Londen - 2:30.09
- 1997:  marathon van Keulen - 2:27.27
- 1998: 6e marathon van Parijs - 2:32.21
- 1998:  marathon van Frankfurt - 2:31.38
- 1999: 30e marathon van Osaka - 2:46.23
- 1999: 8e marathon van Londen - 2:29.47
- 1999:  marathon van Edinburgh - 2:34.47
- 1999: 6e marathon van Mazatlan - 3:17.13
- 2000: 4e marathon van Ferrara - 2:50.35
- 2000: 5e marathon van Istanboel - 2:44.08
- 2000:  marathon van Mazatlan - 2:42.54
- 2001:  marathon van Rome - 2:39.08
- 2001:  marathon van Lewa - 3:05.56
- 2001: 8e marathon van Monte Carlo - 2:56.58
- 2002: 4e marathon van Valencia - 2:57.30
- 2002:  marathon van Lewa - 3:37.36
- 2003:  marathon van Lewa - 3:15.04